# Абрамовський Андрій Силович
Андрій Силович Абрамовський (? — ?) — український радянський діяч, новатор виробництва, машиніст паровозного депо Нижньодніпровськ-Вузол Дніпропетровської області. Депутат Верховної Ради УРСР 4-го скликання.

## Біографія
На 1955 рік — машиніст паровозного депо Нижньодніпровськ-Вузол Дніпропетровської області.

## Нагороди
- ордени
- медалі